# 百萬人民倒扁運動
百萬人民反貪倒扁運動或稱反貪腐倒扁運動、倒扁紅衫軍運動，為2006年8月12日起由民主进步党前主席施明德於台灣發起政治訴求運動，要求時任民進黨籍的中華民國總統陳水扁應為國務機要費案、其親信及家人相關的諸多弊案負責，並主動下台。

## 簡介

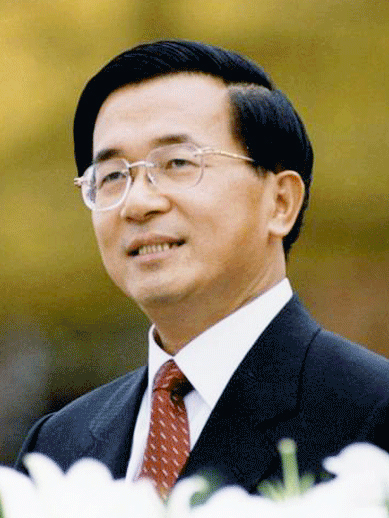
時任中華民國總統陳水扁

2006年起，陳水扁政府爆發許多貪污事證，並且導致台灣社會上的議論與抗爭。施明德呼吁群眾，一個人捐獻新台幣100元的承諾金及身分證字號，承諾願支持反貪倒扁的運動；原本預計一個月的工作天來匯集100萬人的承諾金支持，結果10天內匯集了約130萬人的匯款。最終結帳金額約為新台幣1.1億元。
施明德所主導的「百萬人民反貪倒扁運動總部」在匯集超過100萬人的支持後，於是號召2006年9月9日起群眾在台北市凱達格蘭大道與台北車站廣場等地進行靜坐、遊行等街頭示威。
而當時的扁政府在陷入空前危機時，曾經擔心發生像泰国紅衫軍的軍事政變，因此在玉山官邸宴請軍方以及情治系統官員時，要求希望能穩定浮動的民心，更表達希望軍情治系統一定要中立的立場，避免在危急關頭再生事端。因此國防部長李傑更是直奔衡山指揮所緊急下令，由各司令部限制所有國軍官兵不得參與凱道前的靜坐活動，還要簽署切結書，一旦發現違反，不論官階、身分，一律嚴懲。由於部份反貪腐倒扁總部領導層為先前的泛綠人士，支持群眾則多泛藍支持者，即媒體稱之「綠頭藍身」現象。
活動最後因久拖未決，以及紅衫軍內鬨、施明德用款帳目不清引發社會質疑後幾近消聲。2007年底，反貪腐總部的部份核心幹部組成「紅黨」，轉而以組織政黨取得國會一席之地，但終並未取得任何席位。

## 背景
2005年8月爆發的「高雄捷運外勞弊案」，從此之後總統陳水扁週遭人士也陸續傳出了多起貪污弊案，部分台灣媒體稱之為「一妻、二秘、三師、四親、五總管」，主要有總統女婿趙建銘涉及的內線交易案、總統夫人吳淑珍被控收受太平洋Sogo百貨的禮券並介入該公司經營權之爭、炒作股票、總統府的國務機要費案等，讓陳水扁的聲望不斷下跌。
2006年6月，國民黨籍立法委員丁守中與親民黨籍立法委员呂學樟等人，以「財政崩盤」、「毀憲亂法」為由，分別提出「對陳水扁總統提出罷免案」，並獲得國民黨與親民黨全部黨籍立法委員連署，超過提案門檻，交付立法院表決。於2006年6月27日表決時，民進黨黨團限制黨籍立委不進場投票，台聯則動員集體投廢票，因此雖然中國國民黨、親民黨及無黨籍立委皆投贊成票，但仍未超過三分之二立法委員同意之法定門檻，該總統罷免案不成立，因此依法無法再舉行罷免總統之公民投票。
之後，施明德在2006年8月7日，寫了一封《給總統陳水扁的信函》，希望總統陳水扁能主動辭職下台。

## 動員及籌備

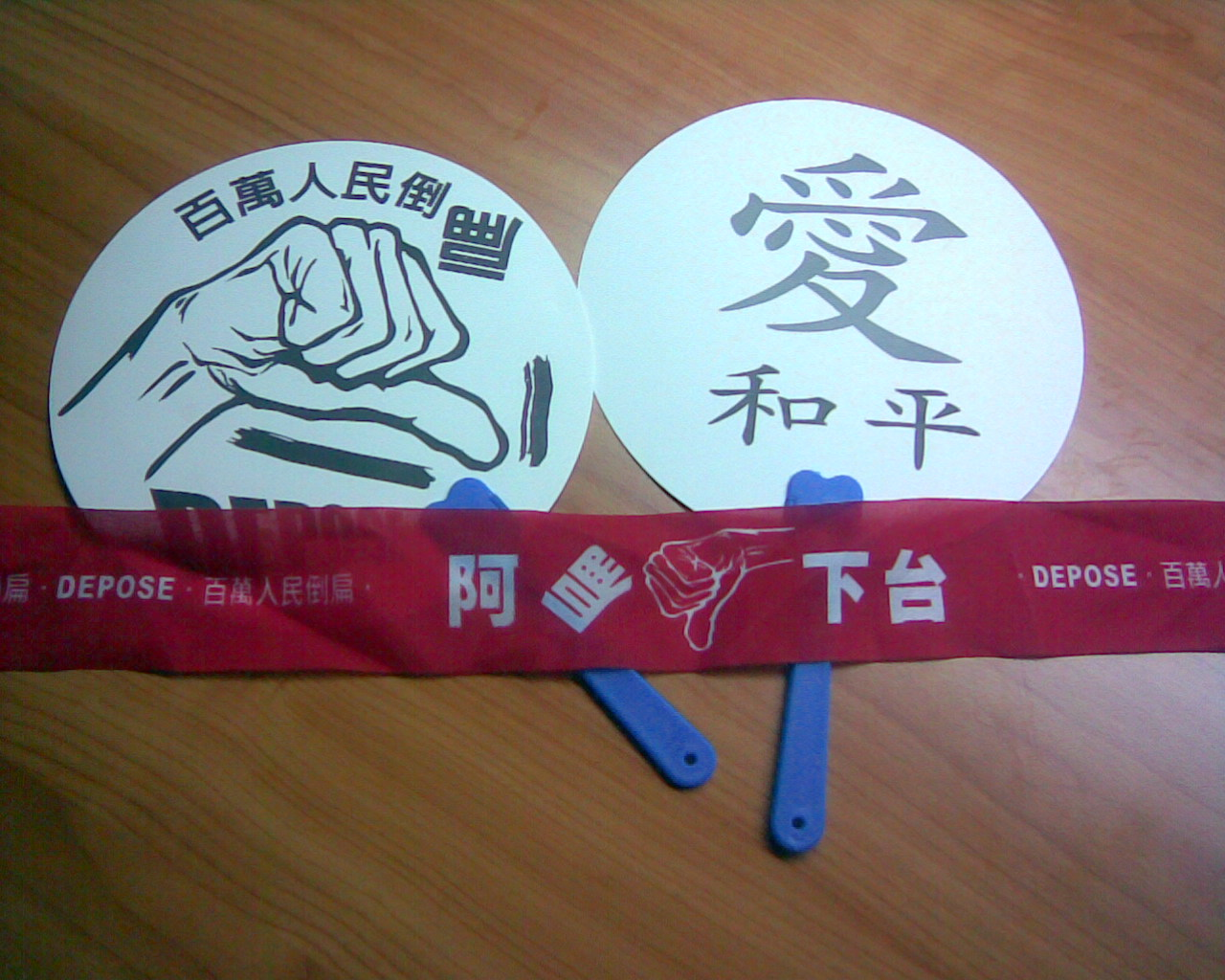
靜坐會場所發送的布條與扇子

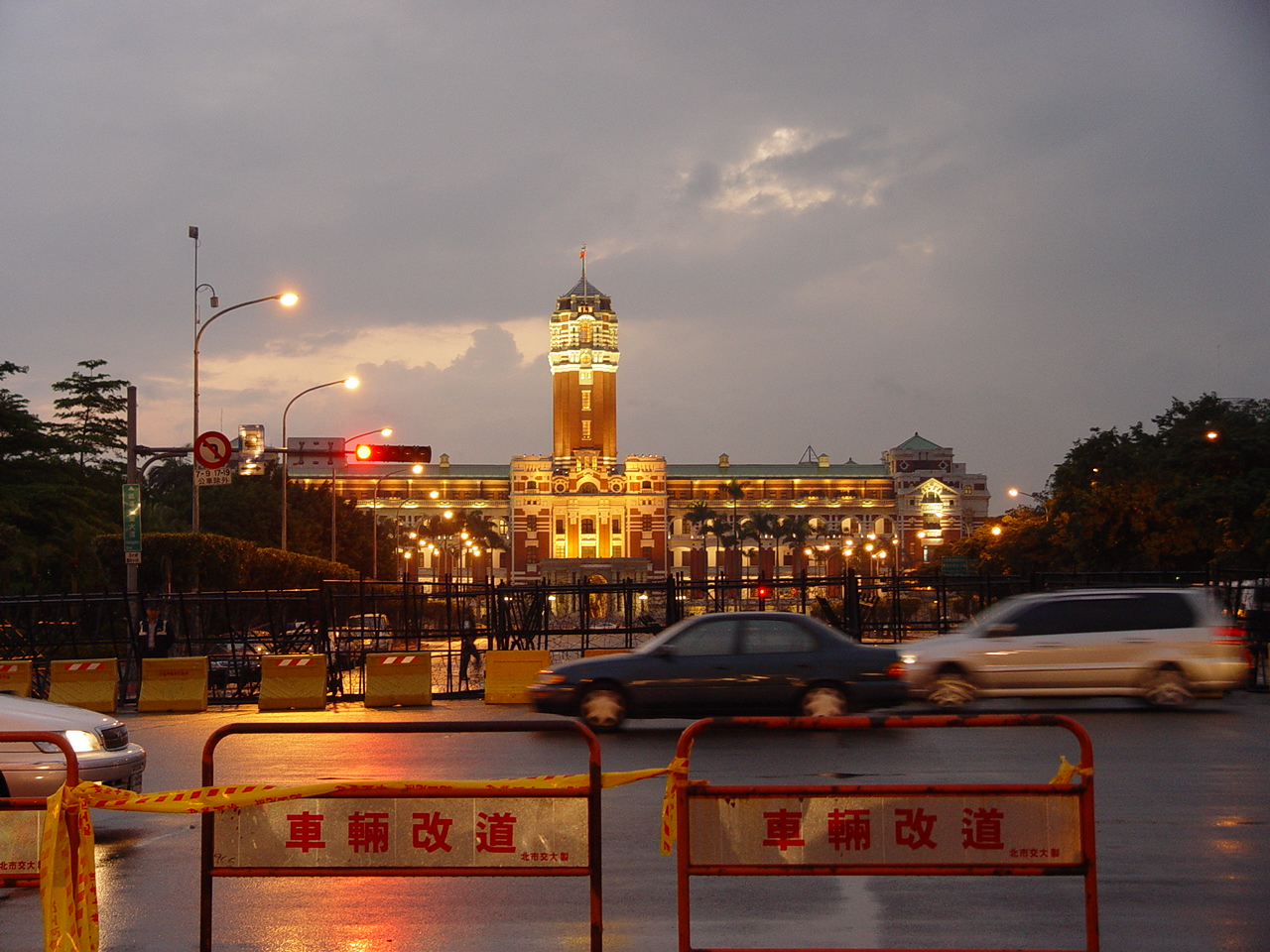
活動期間的總統府

由於未獲得總統陳水扁的正面回應，2006年8月10日施明德提出「百萬人民倒扁運動」，並於2006年8月12日在台北市228和平紀念公園舉行記者會，宣佈成立「百萬人民倒扁運動總部」，同時呼籲民眾每人捐新台幣100元的方式，當捐款累計至一億元時，代表有一百萬人參與捐款，而他也會隨即開始策劃長期的靜坐抗議活動。2006年8月14日開始捐款，三個「百萬人民倒扁運動承諾金帳戶」約十天後即突破一億元，並於2006年8月25日停止接受匯款，最後統計的結帳金額為新台幣1億1,121萬1,563元。
中華民國內政部曾對這次捐款活動提出合法性質疑，認為其可能違反《政治獻金法》的規定。監察院則去函該活動主辦單位要求說明募集款項性質，並指出違法與否的認定與裁罰，仍待第四屆監察委員上任後組成的廉政委員會決定。
之後，施明德開始受到民進黨人士質疑其真正的倒扁動機，是否與北京勢力幕後操控有關，針對此事，施明德與許博允控告王世堅毀謗，正在法院訴訟當中。倒扁總部發言人知名社運人士賀德芬2006年8月18日則表示，施明德是到泰國取經，觀察群眾運動。
2006年8月21日立委王世堅及林國慶爆料施明德接受陳由豪餽贈位於臺北縣汐止市（今新北市汐止區）的一百70坪3,000萬豪宅，質疑他發動倒扁的正當性。但該房地產是施明德於2001年自行購買。施為此向法院提起毀謗告訴。2008年1月21日台北地方法院判決王世堅敗訴。
總統陳水扁則表示，做不好總會下台，但要依據民主政治原則與《中華民國憲法》規定，採取不理性的流血抗爭是民主退步。而總統府國務機要費的使用、總統官邸的用人問題，是轉型期的後遺症，就是要改的。並表示總統職位一定會做到2008年5月20日。
陳水扁他說，靜坐的訴求，我們都已經聽到了，但也強調，任何質疑事涉不法的事件，都應該尊重司法的調查判斷。
倒扁總部於2006年9月5日召開記者會宣佈由總召集人施明德擔任總指揮，台灣促進和平基金會執行長簡錫堦擔任執行副總指揮。而此時出訪帛琉的陳水扁則批評：倒扁運動是打著道德與政治責任的大旗，行鬥爭之實。對於民調支持度低，阿扁則以「民意如流水，不要太在意」回應。
施明德於靜坐開始的前一天發表了「九九運動宣言」，呼籲台灣人民湧上凱達格蘭大道，「終結民進黨政權」。

## 靜坐開始

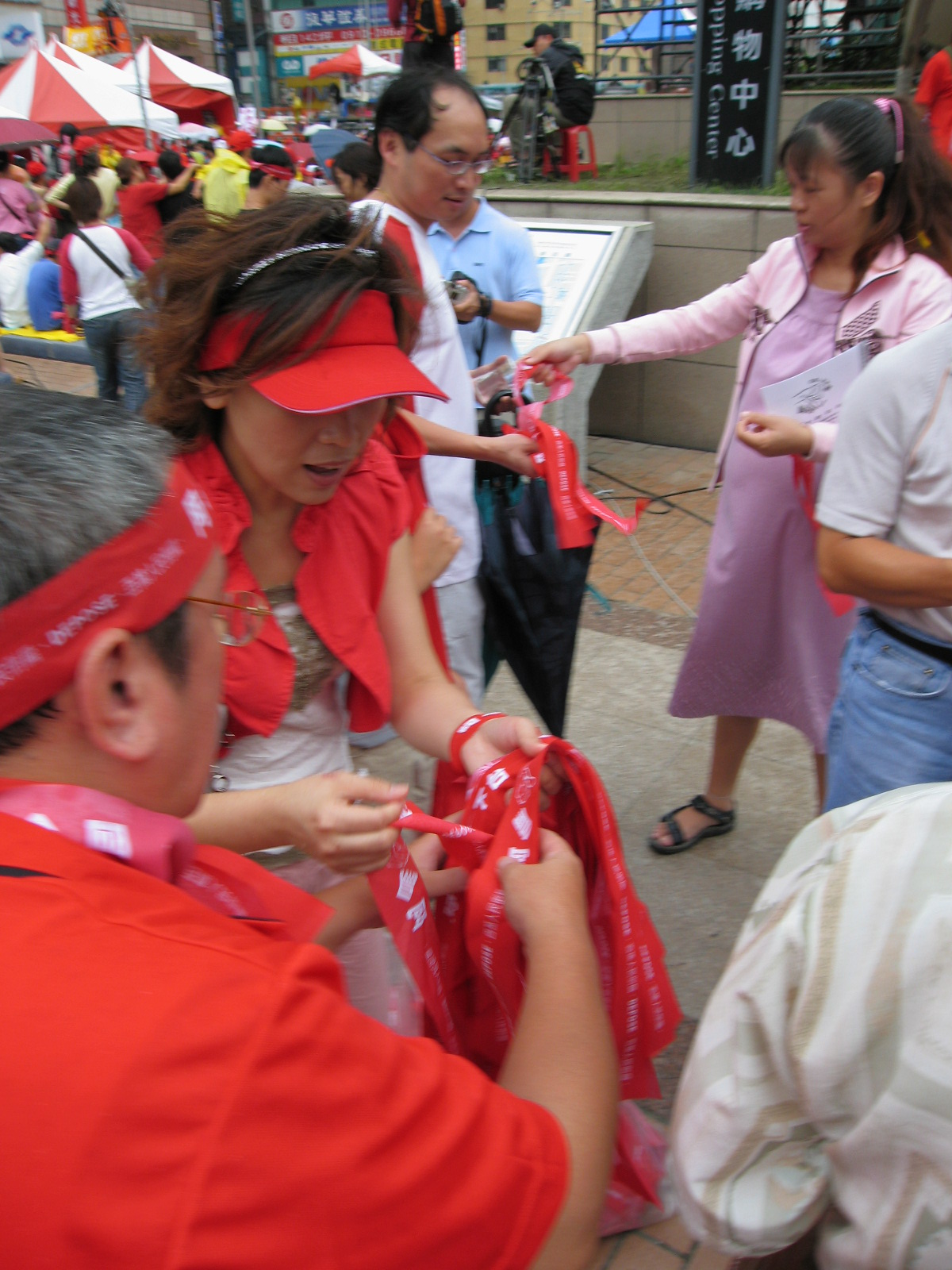
2006年9月16日時，一名義工將紅布條發給群眾

2006年9月9日，反貪倒扁行動登場，民眾集結於總統府前的凱達格蘭大道進行靜坐。當時的臺北市市長馬英九破例核准其24小時的集會遊行，且在靜坐期間與當時的國民黨台北市長參選人郝龍斌數度前往贈送早餐表達支持，並在現場陪同靜坐。倒扁總部發言人范可欽表示，民眾不散，倒扁行動就不會解散。持續幾天的靜坐中，有學生上臺吶喊倒扁口號，甚至讓孩童上臺朗誦倒扁詩；
有人供應免費的餐點，
晚上則有藝人演唱會，其中女高音呂麗莉教授以義大利美聲唱法，和著名的民歌音樂家胡德夫，每日演唱「美麗島」歌曲。現場民眾也自發性高唱多首愛國歌曲。
並宣稱有大量現場值勤之軍警人員趁休息時間加入倒扁活動。
首日靜坐人數，各報章媒體及政府機關的認定，有相當的數據落差。臺北市政府警察局認為有9萬餘人。倒扁總部則宣稱有30萬人美國CNN及英國路透社報導稱3~5萬人。
總統陳水扁於2006年9月9日回到家鄉台南縣官田鄉時強調：「阿扁不會倒，因為台灣不會倒，台灣的民主自由法治之路也不會倒。大家要加油，阿扁要加油，台灣要加油。人家說要反貪腐，阿扁完全支持和贊成，但反貪腐要先反對台灣有史以來最大貪腐集團。國民黨過去不公不義取得、霸占台灣人民的財產，要還給國家。」
此舉動被認為是推卸責任，也試圖將自己與「台灣」此一意識做連結。
許多國際媒體對此活動加以報導，其中美國CNN報導數萬名臺灣群眾上街要求總統下台，並提及人數落差。華盛頓郵報一篇發自台北的觀察表示，總統陳水扁有來自黨與獨派人士的支持，不太可能提早下台。新加坡電視台以頭條新聞報導：大約20萬的民眾佔據街頭，他們多半穿紅衣，來表達他們的憤怒。香港的鳳凰衛視以連線報導作第一手觀察，將凱達格蘭大道的現場狀況傳遞給部份中國大陆和香港的民眾了解。中東世界的半島電視台除了報導台灣倒扁民眾對總統陳水扁貪腐忍無可忍之的觀感外，還引述專家看法認為總統陳水扁不會下台。
倒扁總部亦提出欲在適當時機發動全國罷工、罷課；工商各界對於罷工，則態度並不一致。

## 螢光圍城
2006年9月15日，倒扁活動撤離凱達格蘭大道的同時，倒扁總部發動「螢光圍城」遊行（又稱圍城之夜），隨後並違法佔據台北車站繼續靜坐。活動原定晚間7時登場，因為人潮太多，倒扁總部提前1小時，在傍晚6時正式出發，施明德車隊在晚間7時45分抵西門町，第三波圍城群眾，晚間7時55分已從凱道出發。晚間6時的螢光圍城遊行，由公園路（台北賓館門口）出發，沿襄陽路、懷寧街、衡陽路、中華路、和平西路、南海路、泉州街、寧波西街、羅斯福路、中山南路、凱達格蘭大道、公園路、襄陽路、館前路、台北火車站站前（交七）廣場集會。遊行十分熱門，途中有不少婦女及穿著制服的高中生高喊「阿扁下台」。在凱道旁的古蹟台北賓館被噴「倒扁」、「死扁」、「屎扁」的綠漆，相關單位趕緊貼上告示，盼群眾不要傷害古蹟建築。
依據台北市警察局估計，該次遊行約有36萬人參加；倒扁總部宣稱超過百萬人；台北捷運公司統計單日總運量高達151萬人次。

## 紅衫軍大遊行在各地衝突
紅衫軍圍城之夜後，臺灣各地陸續發生零星衝突事件，多人受傷。
- 2006年9月16日由台灣社所主辦「我們在向陽的地方」的挺扁大會，在凱達格蘭大道登場。現場曾發生挺扁群眾拆除並攻擊中天新聞台的戶外轉播棚與工作人員，一旁的東森電視主播台也遭到攻擊，一位民視攝影記者也因身穿紅衣而遭到追逐、毆打[24]。
- 同日集會結束後，民進黨臺北縣婦女團體「水噹噹聯誼會」會長歐怡伶，在台北車站準備搭車回家，遭身穿紅衣男子偷襲痛毆，送醫救治。警方認為是倒扁群眾所為[25]。
- 2006年9月18日，倒扁高雄辦事處三度申請在高雄市三民區十全跳蚤市場的倒扁集會未獲路權，改以「倒扁泡茶廣場」進行。遭到眾多挺扁人士包圍，雙方隔著警方拒馬叫陣，拒馬在深夜十一時許被挺扁群眾推倒，雙方爆發衝突，因此多人受傷[26]。零時十五分高雄市政府警察局出動警備車，強制帶走紅衫軍，結束了這場長達六小時的流血衝突[27]。當晚雙方負責人都是未獲原屬政黨提名的高雄市議員參選人[28]。
- 同日三位民眾於臺南市政府倒扁靜坐活動會場外聚眾抗議，因高喊「衝啊！」並攀爬拒馬。事後警方依妨害公務罪名將三人移送法辦[29]。
- 2006年9月19日，臺南市議員自行發起之倒扁靜坐活動在臺南市議會、臺南市政府前廣場舉辦，亦發生挺扁與倒扁民眾互嗆的場面。挺扁民眾丟擲東西擊中香港亞視記者、並朝TVBS採訪車丟石塊[30]。而一名駕著紅色自小客車、身穿紅衣的女子，在離開附近的停車場準備回家的時候，遭到數百名挺扁人士追逐攻擊砸毀汽車並敲碎車窗玻璃，警方則從現場帶回三名滋事者[31]。22時後合法集會時間截止，倒扁民眾在警車強制護送下離開現場。
- 2006年9月20日，臺南市倒扁靜坐活動再次開始。此次臺南市政府警察局動用優勢警力維持秩序，逮捕12名滋事者[32]。此後直至2006年9月21日22時場地租借到期，集會未見衝突。
- 2006年9月20日，由「反貪腐聯盟」所舉辦的倒扁晚會於屏東車站舉行，倒扁和挺扁群眾發生數波的口角衝突，但因警方的強勢驅離和隔離措施而未釀成暴力事件，整個活動平安落幕。

由於連日爆發激烈群眾衝突，致使警政署署長侯友宜分別對高雄市政府警察局局長蔡以與臺南市政府警察局局長王文忠各記一次大過。
反貪倒扁運動總部決策委員、律師魏千峰2006年9月21日表示，民視反覆播出一則內容有關倒扁運動計畫與中共經典歌曲〈桂花遍地開〉歌詞雷同的新聞，刻意扭曲運動本質，倒扁總部已側錄蒐證，日內將對民視提出訴訟。

## 環島遍地開花
倒扁總部發起「環島遍地開花」行動，於2006年9月29日下午4時許，由總指揮施明德率隊啟程出發，首站在新竹孔廟前集會，晚上在台中仙福堂過夜。
2006年10月1日，環島倒扁到雲林，發生雲林縣警察局虎尾分局偵查隊長劉天下過勞死的意外，雲林縣長蘇治芬感到愧疚，內政部長李逸洋抨擊倒扁行動要適可而止，否則會有更多警力負擔。施明德回批，這是在「牽拖」。警政署警監督察金浩明指出劉天下的工作與個性符合過勞死發生的高危險族群的特徵，認為如果總統陳水扁能夠遵守諾言，在第一次政策失敗時下台，這場悲劇即可避免。也有相當的聲浪質疑，警政署在制度上及統調上也有缺失，無法應付任何日常規律外的狀況。
倒扁環台車隊於2006年10月5日下午到達宜蘭河濱公園，一名抗議者拿著雞蛋砸向遊覽車，並動以粗話，當時車內的倒扁民眾已經下車，而現場人員亦強力制止倒扁民眾，所以沒有造成進一步的衝突。
2006年10月6日中秋夜，反貪倒扁總部「遍地開花」前往外縣市活動。
2006年10月8日，施明德宣布要把「反罷免」的綠營立委罷免；但倒扁總部的幹部們紛紛表示這個方法不可行，不但模糊了焦點，也讓受到黨團下令禁止罷免的綠營立委展開空前的團結氣勢。

## 天下圍攻

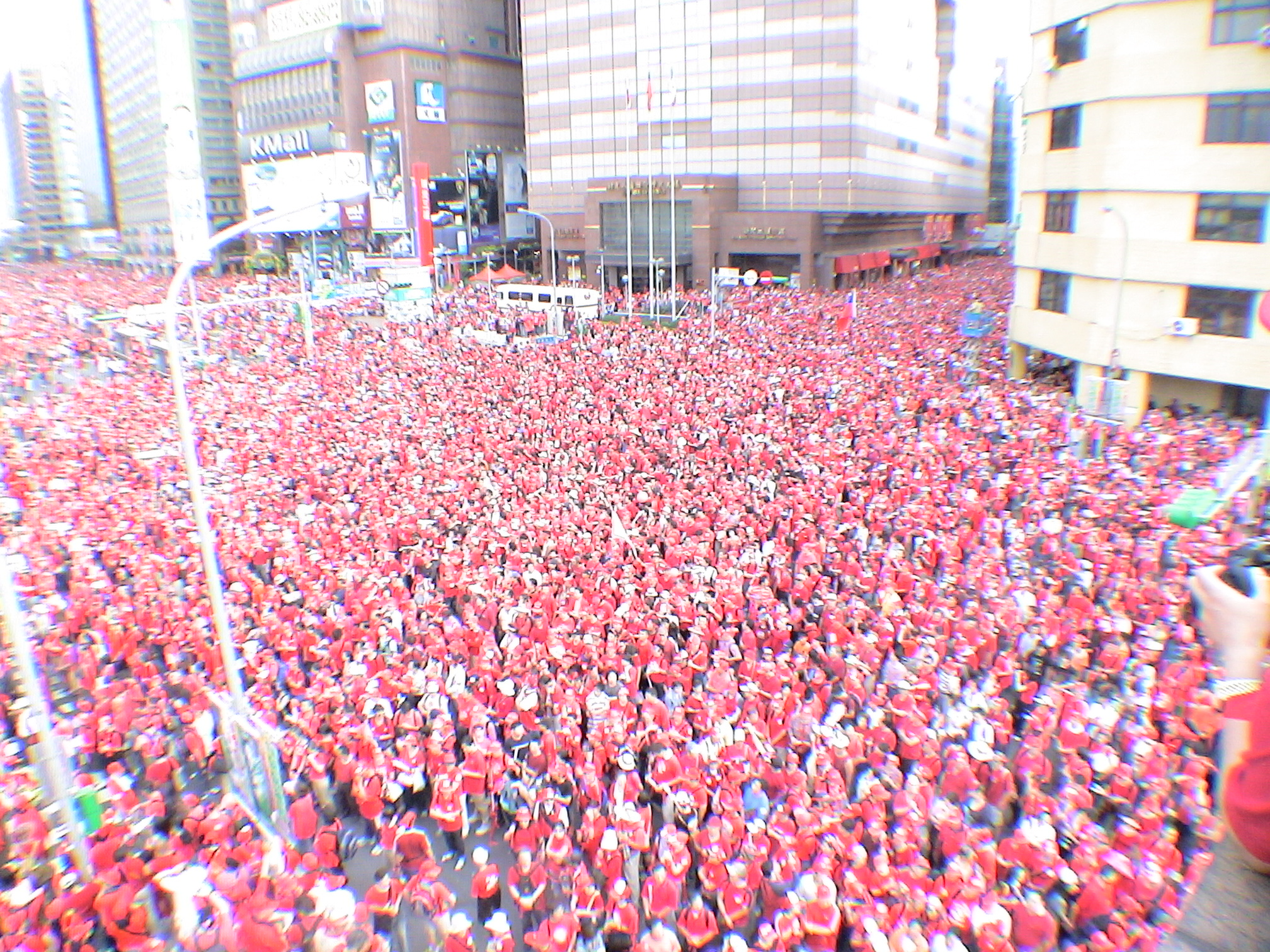
2006年中華民國國慶日，民眾發動天下圍攻，圖為「紅衫軍」聚集台北車站附近街頭。

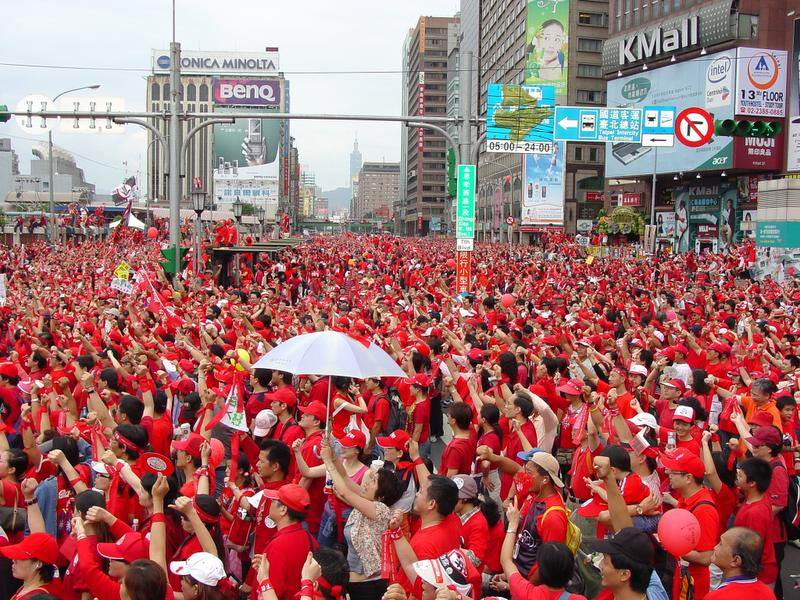
天下圍攻剪影。

2006年10月10日雙十節，當天的國慶大典上，國民黨立委於總統致詞時，在觀禮台上高呼倒扁口號及比劃倒扁手勢，因而與民進黨立委發生肢體衝突。而親民黨主席宋楚瑜則穿著紅西裝帶領親民黨立委於典禮中途退席，在府前的重慶南路上游走，立委劉文雄則趁三軍儀隊正通過觀禮台時突然竄入隊伍中，與安全人員大玩追逐遊戲。最後由國民黨立委手持布條自成一隊，高呼倒扁口號經過觀禮台，與三軍儀隊交錯而過。觀禮台上的外賓則是非常訝異，紛紛拍照留念。事後親民黨立委黃義交認為，不如此激情演出，不足以表達在野黨的強硬立場。
倒扁總部則在當天發動「天下圍攻」，此活動並未經合法申請。上午的活動當中，發生了民進黨立委林國慶、李明憲等人前往總統府參加國慶大典途中遭到紅衫軍攻擊，阻擾憲兵機車連部隊進場，大典結束後包括行政院長等挺扁政府官員及應邀參加國慶大典外賓的座車遭紅衫軍民眾拍打等事件。
事後行政院長蘇貞昌批評紅衫軍沒有遵守向立法院長王金平所作的「國慶不鬧場」之承諾，同時更讓外賓進出車輛遭拍打驚嚇。民進黨主席游錫堃批評泛藍和倒扁群眾刻意破壞國家慶典，讓國慶日變成國恥日。負責籌備國慶活動的立法院長王金平則說，這是台灣社會多元化的一面，不必太大驚小怪，大家過了就好。而美國在台協會台北辦事處處長楊甦棣應邀出席國慶大典，對此大鬧國慶大典的現象感到相當不可思議，並反問：「大家不都是應該要有禮貌嗎？」
下午，倒扁紅衫軍突然改變路線，轉往忠孝東路，朝台北東區的SOGO商圈遊行並就地靜坐，所到之處百貨公司與各行業商家業績較往常萎縮，有觀點認為生意人成為最大受害者。晚上，紅衫軍並持續占據忠孝西路。
直到2006年10月11日凌晨四點，佔據忠孝西路的倒扁民眾遭警方強制驅離。晚間，有不滿的紅衫民眾以大字報問施明德，警方在執行驅離時，施人在哪裡？
倒扁總部申請集會時曾簽下14條限制的切結書，但進行天下圍攻時，並未遵守。而news98節目與倒扁總部連線，讓總部帶領紅軍群眾高呼口號，接收總部指令。國家通訊傳播委員會官員指出，電台行為是否違法，將交由檢調認定。
台北警方國慶日當天表示：中午12時國慶慶典結束時，倒扁參與人數達到最大值，倒扁總部宣稱150萬人，而警政署估計約只有12萬人，不過根據自立晚報報導，也有警察私下估計，應該有超過30萬。
總統陳水扁在國慶大典演講時表示，慶祝國家的生日方式很多，但任何的強制動員或非自願的出席，都不應該繼續存在，建議明年以後不再舉辦國慶慶典。王金平則表示，明年的事明年再說。
針對「天下圍攻」事件，之前曾有媒體反應：「受天下圍攻影響，國慶日當天台北捷運通勤族可能受到影響，早上6點開始，台大醫院站和小南門站全站關閉，列車過站不停；中正紀念堂站則是部分出口封閉。上述這樣的措施是史上頭一遭。」以及「由於倒扁總部發起天下圍攻的關係，使得國慶大典相當敏感」。

## 縮小活動規模
台北市警察局中正一分局停止倒扁總部所申請從2006年10月14日至2006年10月27日期間，在凱達格蘭大道的集會申請，而倒扁總部也正式宣布，2006年10月14日開始將縮小活動規模，等待高檢署檢察官陳瑞仁對國務機要費案的偵查結果出爐後，再決定下一步行動。
民進黨中常會於2006年10月11日提出「倒扁總部十大貪腐名單」，諷刺倒扁總部對反貪腐採雙重標準。施明德則反譏民進黨模糊焦點
倒扁運動進行超過一個月，反倒扁人士促其公佈帳目。2006年10月13日，反貪倒扁總部公布2006年9月9日至2006年10月2日的財務狀況，募得1億1,100多萬元承諾金已支出4,178萬餘元，結餘6,262萬餘元。

## 體制內改革
- 倒扁總部規劃3個方向，將倒扁活動推入第二階段。此3個方向包括：

(1)施明德領軍深入校園與青年學子談民主。
(2)推動反貪腐法案。
(3)罷免支持陳水扁的立法委員。
- 倒扁總部在推動反貪腐立法方面的訴求包括：倒扁總部列出大批法案，其中包括要求政黨財產清查和處理相關草案盡快付委。要求修訂《貪污治罪條例》，增訂財產來源不明罪，並可溯及既往；擴大公職人員財產申報範圍到二親等，並提高罰則等等。[63]

## 運動轉型
由總統陳水扁國務機要費案，民進黨立委也指出台北市長兼中國國民黨主席馬英九的市長特支（特別）費，疑有使用他人發票報帳之情事，馬英九本人也在2006年11月14日遭查黑行動中心檢察官侯寬仁傳訊，後因特別費是首長實資薪資的一部份是各縣市施行已久的情況而獲判無罪。而當時施明德及多數反貪腐運動支持者並未對此案件以相同程度的關注檢視，使運動逐漸式微。
施明德本人在2006年12月5日宣佈自囚直至總統陳水扁下台、或卸任為止。閉關前，施明德呼籲12月9日的直轄市長選舉時，人民應投票給泛藍候選人，或是廢票。仍維持倒扁活動的紅衫軍民眾，則移至台北市重慶南路一段141號的辦公店面室內，做為倒扁總部會場，並取名「紅衫軍之家」。
目前國務機要費案已經轉由司法審理，倒扁總部宣稱運動暫時休兵，轉為監督司法的執行。目前的行動包括由紅衫軍之家的民眾每週五晚間至地檢署點蠟燭，合唱倒扁主題歌曲「紅花雨」等。

## 解散
施明德不在台灣接受治療、出國看病，紅杉軍失去精神領導。施明德之後雖然回台，但是帳目風暴仍是疑雲重重。
2007年3月7日，倒扁陣營召開法律研討會。但部分紅衫軍鬧場，原本施明德預計出席，因此取消。
紅衫軍不滿施明德倒扁未成、以及施批評紅軍「每天守在紅衫軍之家都在喝酒」。並要告要施明德詐欺及背信，表示已經有200人連署。最後表示：「阿扁不死，他（施明德）死！」
倒扁總部在募得億元資金後，帳目不透明化一直備受外界質疑。倒扁行動後期經費宣稱已耗費八千多萬元，但總部並未提出具公信的支出明細及會計師簽證，而總部先前宣稱每位幹部及義工皆未收取分毫薪資的說法，也在四百多萬的薪資帳目曝光後無法解釋。
由於施明德曾經以高姿態的不屑口吻聲稱參與紅衫軍民眾是「泡茶喝酒的遊民」等言論，加上總部資金花費迅速卻又無法取信大眾。2007年3月18日，部分紅衫軍以措辭強烈的公開信方式，批判施明德「獨斷獨行與蠻橫」、「在做諾貝爾和平獎的春秋大夢」
2007年9月，前立委林正杰另組「紅衫軍自主公民協會」，並與台大教授黃安國的民主行動聯盟結盟，兩者形同正式決裂。
2007年9月9日，倒扁總部重返凱道，舉辦燭光晚會，晚上6點起進入高潮。動員30萬支蠟燭，利用蠟燭排出“屁”字 。2006年“阿扁下台”的倒扁口號，變成“阿扁放屁”。原本是要用蠟燭圍在外圍，裡頭鏤空排成一個恥字。恥這個字因為是完全中空，中間沒有了，就是代表了無恥。實際評估考量後，發現蠟燭排列效果不理想因此放棄。 
第二天蠟油留下難以清除的痕跡，台北市政府只好挖掉重鋪，並向主辦單位求償復原費用。

## 其他效應
- 泛藍立委提出的第二次罷免總統案，2006年10月14日經立法院院會記名投票，由於民進黨團禁止立委進立法院投票，致使罷免案再度失敗，相較於上次罷免案，這次同意票少了三票，還出現了反對票[69]。
- 為避免民進黨政府屢遭羞辱，近70位朝野立委發動連署，準備提案遷都中南部，國民黨立委翁重鈞與張碩文也列名連署，引人注目。台聯立委劉寬平表示，遷都可促進均富發展，思考這件事要有突破性[70][71]。
- 天下圍攻後政治人物的聲望滿意度，出現新的洗牌，立法院長王金平滿意度56%，位居政治人物之冠，原本總是第一名的馬英九卻下降了6個百分點，滿意度52%，位居第二，陳水扁則上升了3個百分點[72]。
- 2006年10月19日臺大醫院院務會議以57票反對，1票贊成，1票棄權，否決了趙建銘的復職申請[73]。
- 倒扁運動部份行為遭到美國在台協會台北辦事處處長楊甦棣於官方記者會中批判，楊甦棣甚至直接以中文表達對部分反扁行為的負面評價[74]。
- 紅衫軍休兵、而後中國國民黨主席馬英九遭到起訴，讓總統陳水扁評估已經過關，大動作搶回主導權，2006年5月31日曾經宣佈權力下放，付予閣揆蘇貞昌更大的空間，但事隔五個月，總統陳水扁回復「扁蘇例會」，似乎收回已經下放的權力[75]。
- 在泛藍內部對中國國民黨主席馬英九的能力產生質疑之際，國民黨籍台中市長胡志強，在最近的施政報告中，列出北市審計處指出的北市府施政缺失[76]。
- 施明德表示：倒扁運動不是只有拉阿扁下台，還要致力於建立台灣乾淨的政治空間，立法院應儘速將「黨產條例草案」付委，同時以逕付二讀方式修訂貪污治罪條例、公職人員財產申報法、公務人員服務法等反貪腐法案，才是反貪腐運動最大宗旨[77]。
- 2006年10月25日國、親因宋楚瑜參選台北市長出現裂痕，親民黨團不反對黨產條例草案列入下次院會報告事項議程，故讓在程序委員會遭封殺已經達101次的黨產條例草案，第一次跨出程序委員會[78]。
- 由於「天下圍攻」屬於違法集會遊行，台北地檢署經過偵查終結，於2007年8月3日下午將包括施明德、簡錫階、魏千峰、沈智慧、李新、王麗萍、張富忠、范可欽、盛治仁、郭素春、李永萍、劉坤鱧、羅淑蕾、鄭龍水、姚立明、林正杰等人在內的16人依違反集會遊行法提起公訴，2009年2月20日一審宣判無罪。
- 2007年11月2日，台灣團結聯盟發言人周美里發佈新聞稿強調，前紅衫軍幹部劉坤鱧並未擔任台聯任何職務，亦非該黨義工，只是該黨立委參選人請來幫忙的。周美里並批評，有人藉此挑起紛爭、抹紅台聯，卻沒有人批評前紅衫軍重要幹部范巽綠參加民進黨全國不分區立委黨內初選。當時遭台聯開除黨籍的立委廖本煙、黃宗源向媒體爆料稱劉坤鱧「數次進出台聯黨中央」。[79]

## 相關次文化

### 倒扁
- 「倒扁手勢」是以拇指向下，其餘四指彎曲。表示對陳水扁貪腐行為的不滿。社群間自稱「倒讚幫」。

### 挺扁
- 而與倒扁文化相抗衡的則有挺扁手勢、施明德求饒衣、挺扁餐（便當中加香腸，表示想要阿扁任期長）、包扁食（表示「保護陳水扁」之意）、「挺扁月餅」（用抹茶皮，包上黑麻糬加上紅色赤肉鬆，然後蓋個拇指向上比的手勢，加「挺扁」兩字）等，此行為更強化了雙方不由分说的對立態度。
- 「挺扁手勢」是由時任臺北市第一選舉區（第6屆）立法委員蕭美琴提出。為伸拇指、食指、小指，並彎下其餘二指表示「我愛你」。此手語出自「El Diablo」系統，創始人是海倫凱勒，另一種挺扁手勢較簡單，拇指向上，其餘四指彎曲。

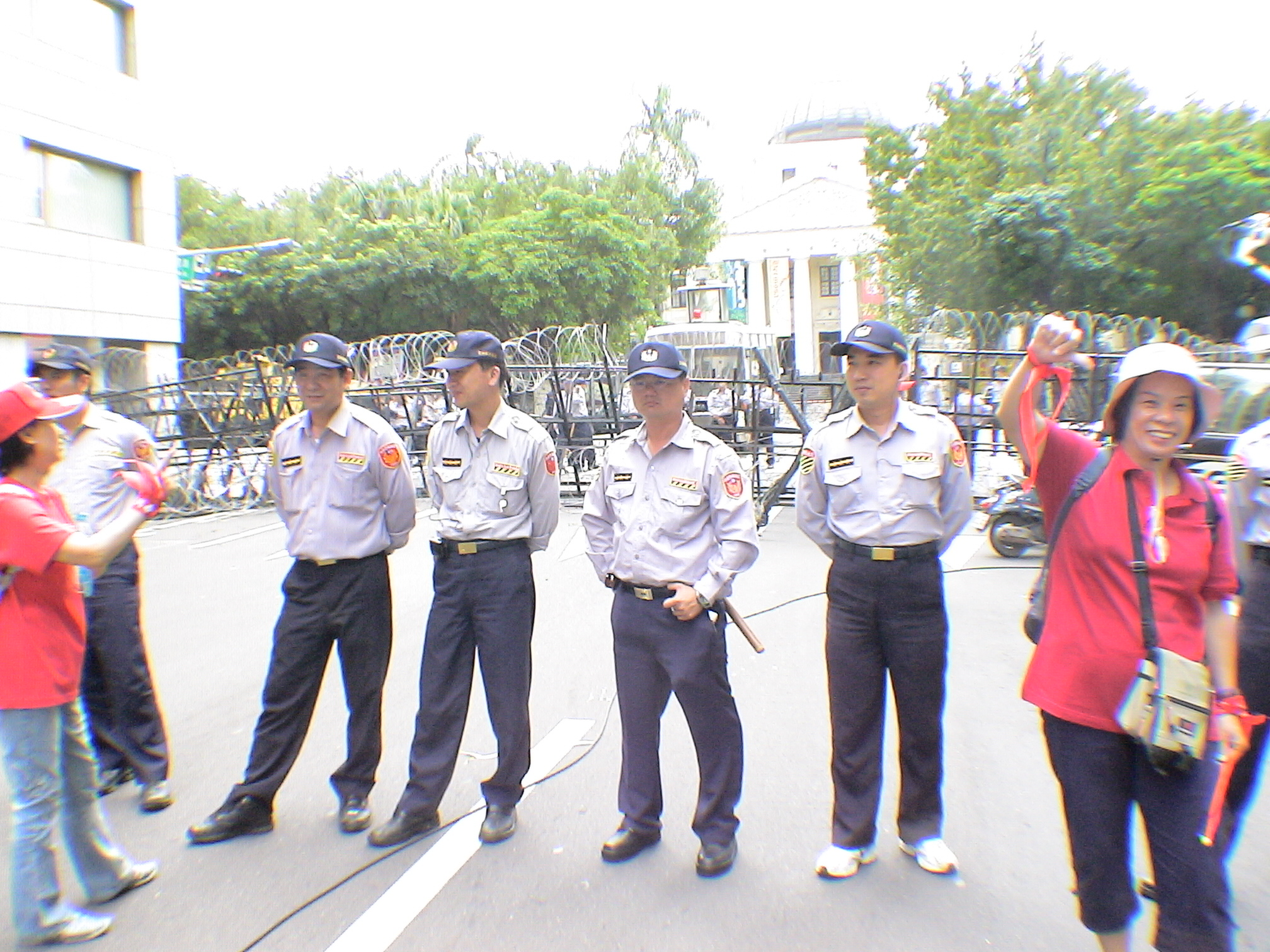
倒扁行動的警察維安

## 評價
倒扁人士及其支持者认为，倒扁運動所呼籲的是反貪腐精神，是普世價值的執政原則，倒扁人士對於執政團隊以基本道德為標準，掀起一股檢視政府清廉程度的潮流，要求阿扁自動認罪下台，此活動是個政治道德運動，因此反對者不等待司法判決結果，但是其批評聲音也不斷，諸如道德大於法律程序、未審先判，在法院未判定前就先假定總統陳水扁犯案，並且以道德為前提發動運動，並未等待司法判決結果，違反最基本的無罪推定原則。更有批评者指出，倒扁运动虽然高举着所谓“反贪腐”、“超越蓝绿”等旗号，可是当倒扁人群中有人喊“台湾国”，就被周围的红衫军人群痛骂，而施明德竟然还为此向红衫军人士道歉三次；而当红衫军高喊“中国国民党万岁”时，施明德却在这些红色人群中微笑。这足以证明，这场倒扁运动根本不是“超越蓝绿”、“反贪腐”，而是泛蓝国民党意识形态者发起的夺权运动。
2006年10月23日，倒扁靜坐總指揮施明德舉行記者會要求立法院應儘速將「黨產條例草案」付委，同時以逕付二讀方式修訂貪污治罪條例、公職人員財產申報法、公務人員服務法等反貪腐法案。
民進黨內亦有人認為反貪腐最好的方式是建立制度，尊重制度才不會走人治的回頭路。亦有人質疑倒扁群眾的反貪腐，為何對象只是阿扁，卻對國民黨網開一面；反對此說者反批：如果倒扁群眾必須先反對國民黨的貪腐才能反對民進黨的貪腐，那麼挺扁群眾也必須先反對民進黨的貪腐才能反對國民黨的貪腐。也有觀點認為反貪腐運動用意很好，但看不到反貪腐運動的真正內容，完全不提制度，以為阿扁下台，貪腐就不來。
有人將反貪腐運動定位為「新公民運動」及「自主公民進場」，是因為公民站出來，清楚拒絕政府與政客獨佔公共決策。公民對領導者的無情與質疑，正是這個運動的價值。民進黨立法院黨團幹事長亦認為，這是一波「新公民社會運動」的開端，民進黨應該懂得謙卑反省。有一種觀點認為，倒扁運動從一開始就已嚴重扭曲，媒體（市場力）與政黨（政治力）直接介入，已失去其公民運動的本質，成為政治力與市場力的角力場，成為赤裸裸的政治鬥爭。但也有人質疑，用「公民運動」一詞的定義來否定倒扁運動，是分不清楚「主導」與「插花」的不同；而且，野百合學運也有政治力的介入。
反貪腐運動引來許多爭論，泛綠對於反貪腐運動有相當的負面評價；之後，反貪腐運動的行為則形同針對部份負面評價的對號入座。也因此，多數泛綠反扁人士都刻意與他們劃清界限。

### 後續效應

#### 二次政黨輪替
2008年1月12日立委選舉及2008年3月22日總統大選中，民主進步黨大敗，政黨再度輪替。

#### 陳水扁的刑事案件
此後前總統陳水扁因多宗貪污罪被起訴、羈押、有罪判決並入獄。其中有些案件已經有罪定讞（例：｢龍潭購地案｣的收賄與洗錢，｢陳敏薰買官案｣，二次金改的｢元大併復華案｣），但也有一些案件無罪定讞（例：｢辜仲諒政治獻金案｣，｢侵佔外交零用金案｣），另一些案件檢察官查無實據而不起訴結案（例：出訪帛琉洗錢案）；此外，於2015年5月底還有｢國務機要費案｣、二次金改的｢國泰併世華案｣、｢侵占國家機密公文案｣等等案件尚在法院審理中。
陳水扁在獄中遭受的待遇引起人們開始注意台灣監獄人權，因為不只是陳水扁，所有犯人遭受的待遇以國際標準來看都是極惡劣、極不人道的。例如囚房就算是最好的單人囚房，也不過3.5~4平方公尺大，某些監獄裡（例如陳水扁所在的土城看守所）甚至沒有床只能睡地板，牢房骯髒陰暗。監獄因超收犯人而過滿，更加縮小了每個人平均可得的活動空間。
陳水扁在土城看守所的期間，可能歸因於長期單獨囚禁而罹患精神病、神經疾病與腦神經退化相關的運動失調症狀（台北榮總：「重度憂鬱症合併焦慮及多重身體化症狀」）。2013年4月19日移到台中監獄附設培德醫院。
2015年1月5日核准保外就醫一個月，陸續延長至今。

### 媒體表現
- 倒扁活動期間，各家電子媒體24小時播送反貪腐靜坐報導，對此活動產生推波助瀾的效果，在台灣社會產生一股反對泛綠的潮流。不過台灣媒體觀察教育基金會認為不太適合如此，而過度關注這項政治運動，已經嚴重排擠其他重要社會民生及國際新聞。該會認為台灣並非「非藍即綠」的社會，媒體不該淪為群眾宣傳品，應顧慮不同的社會立場與人民感受，呈現多元觀點與價值[94]。
台灣社秘書長楊文嘉表示，倒扁靜坐的主要助力是出在媒體而非施明德；他以不點名的方式說，近一個月來二家平面媒體、五家電視台透過版面、新聞畫面大加報導倒扁靜坐，提供約十二億元的準廣告。
- 當時的中時報系總主筆楊渡公開以「不敢動亂，倒扁免談」為題，公開呼籲台灣應藉由群眾運動造成動亂，才能引起美國介入，促成倒扁的成功。被其他媒體批評「強調激進當成言論自由，更是成為『分裂社會的元兇』」[95]。
- 媒體對倒扁及反倒扁相關新聞報導的處理，其中新聞專業程度也受到質疑。例如英國廣播公司BBC駐台記者凱若琳葛拉克認為，台灣部分媒體處理倒扁新聞不夠專業，過於重視週邊花絮新聞[96]。

## 出版作品
- 《總指揮的告白》2009年9月8日，施明德，財團法人施明德講座基金會，ISBN 9789868552319

## 参見
- 陳水扁
- 陳水扁家庭密帳案
- 馬英九特別費案
- 白衫軍
- 黑衫軍